# تشارلز لي روي
تشارلز لي روي (بالفرنسية: Charles Le Roy)‏ هو طبيب فرنسي، ولد في 12 فبراير 1726 في باريس في فرنسا، وتوفي بنفس المكان في 12 ديسمبر 1779.